# 中国語

漢字文化圏における各言語の読み書きの違い

中国語（ちゅうごくご、中: 中文、汉语/漢語、华语/華語、注音: ㄓㄨㄥˉㄨㄣˊ、ㄏㄢˋㄩˇ、ㄏㄨㄚˊㄩˇ、拼音: Zhōngwén, Hànyǔ, Huáyǔ）は、シナ・チベット語族に属する言語。中華人民共和国・中華民国（台湾）・シンガポールの公用語であるほか、世界各国に住む華僑・華人の間でも使用されている。
各方言を含む中国語を母語とする人は約13億9000万人、第二言語としても約2億人が使用しているといわれており、世界最大の母語話者人口を有する。また、国際連合における公用語の一つでもある。

## 言語名
中華人民共和国では、主に中文、漢語（簡体字中国語: 汉语）と呼ぶ。
中国は多民族国家かつ多言語国家であり、少数民族の言語も「中国の言語」と言えなくもないことから、それらと区別するために漢語（汉语、漢族の言語）と呼ぶことがあり、学術的な用語としてもよく使われる。他に現地では華語、中国話などとも呼ばれる。
中国語の内、標準語である標準中国語には中華人民共和国の普通話、中華民国の国語と台湾国語、シンガポールやマレーシアなどの華語がある（詳細は#歴史および各項目を参照）。
日本語でただ「中国語」と言った場合、普通話を指すことが多い。また、普通話を俗に「北京語」と呼ぶことがあるが、日本の標準語と東京方言の関係と同様に、普通話と北京官話は必ずしも同一のものではない。
なお、一般的に、中国語では、文字のある言語を文といい（例：ドイツ語→德文）、明確に定めた文字のない言語、方言あるいは口語・会話のことを指すときには話という（例：上海話）。語は前述の両方に使われる（例：德語（ドイツ語）、閩南語）。

## 特徴
中国語の特徴といえば「漢文からの簡潔さ」ということである。
簡潔さの例として、まず中国語では時制が省略される。ゆえに現在か未来か過去かは読者の判断にゆだねられる。また句と句、語と語の間の関係が、条件と結果であるとき、順接であるとき、逆接であるとき、いずれも概ね語順によってのみ示され、これも読者の判断にまかされる。ゆえに中国語の文法は簡単であるが、常識によって理解されるという特徴がある。さらに助字（而・之・於・者・焉の類）も省略される。中国語には助字を添加してもしなくても文章が成立するという性質がある。よってこれを日本語に訓読する場合は、「てにをは」を添加する必要がある。
一方、中国語はリズムに敏感な詩のような性質を常に保持し、そのリズムの基礎は四字句が中心になっていることが多い。こうしたリズムの組成のために助字がしばしば作用する。助字は、あってもなくてもよい語であるという性質を利用して、簡潔とは逆行するが、助字を添加することによってリズムを完成させ、文章を完成させる。よってこのようなリズムの充足のために添えられた助字は、はっきりした意味を追求しにくいことがよくある。またこの四字句などは、しばしば対句的な修辞となる。つまり同じ文法的条件の語を同じ場所におく、繰り返しのリズムである。この対句は中国語の性質から成立しやすいものであり、その萌芽が『老子』をはじめとする古代の文章にしばしば見える。これがやがて律詩を生み、唐から宋までの中世の美文・四六駢儷文を生んだ。

## 歴史

### 古代漢語

#### 上古中国語（紀元前15世紀頃 -3世紀頃）[6]

##### 言語政策
- 秦の全国統一で言語が各地に伝播した。

##### 文字
- 漢字の原形とされる甲骨文字（1899年に発見）が使われており、簡単な文章が記録されている。

- 戦国時代の楚や秦の言語は楚文字と呼ばれる字体の漢字で竹簡などに記録され、包山楚簡、里耶秦簡などが発見されている。

##### 音韻
- 声母（頭子音）に複子音 sl-, pl-, kl-（例: 「監」*klam） などが存在した。

- 韻母の尾子音は豊富だった（例：「二」 *gnis）。

##### 文法
- 語順はタイ語的なSVO型だった。（例: 吳 敗 越 於夫椒 「呉は夫椒で越を破った。」 S-V-O-Adv ⇔ 現代語: 吳軍 在夫椒　把越軍　打敗了。 Or 吳軍 在夫椒 打敗了 越軍 S-Adv-O-V）[7]
  - この頃の文献としては、諸子百家にまつわる書が残っている。

- 文法的に重要な役割を果たしていた接辞や不変化詞による修飾語の形成があったが、後期になると衰え始めた。

- 代名詞に格があった。今でも一部が客家語や湘語に残っている。

### 中期漢語

#### 中古中国語（4世紀頃 -宋代）[8]

##### 文字
- 漢字の字体が統一され、規範的な字書が作られた[9]。また、科挙試験によって、発音、字体、文法など、規範的な言語の使用が促進された。

##### 文法
- 動詞の活用が消滅し始め、孤立語的な特徴を帯びるようになる。

##### 語彙
- 2音節の熟語が発達した[8]。

##### 文化
- 李白・杜甫・韓愈などの詩人・文人を輩出した。（→唐詩を参照）

### 近代漢語

#### 古官話（元代、明代、清代）[8]

##### 言語政策
- 都のあった北京の言葉を中心にした言語が全国に広まり始めた。この言語は「正音」と呼ばれていたが、官吏が主に使用したことから明代以降「官話」の呼び名が定着するようになった[10]。

##### 音韻
- 元代には唐宋以来の漢音を使っていたと考えられている[11][12]。

- 多くの北方方言で入声が消滅する[13]。

- 明代、北方方言を中心に「児化音」が現れた。これはアルタイ諸語からの影響でなく、北方方言自らの音韻変化である。

- 軟口蓋音の口蓋化が進行する。(清代乾隆期)[14]

##### 文法・語彙
- 語彙面、文法面で、文語と口語の差が広がった。明代から清代には、口語による白話小説が広く書かれるようになった。

- 元代と清代には北方語を中心に、アルタイ諸語から幾つか語彙を吸収したことがあった。ちなみに介詞"把"は唐代に既にあった。例：白居易の『戯醉客』には「莫把杭州刺史欺」。

- 元代口語では文末助詞の「有」が多用された。

### 現代漢語
1895年の日清戦争後に、西欧の事物・概念を表す語を中心に和製漢語の中国語への流入がはじまり、1898年に梁啓超が横浜市で『清議報』を発刊したことによってそれが本格化した。1905年の中国同盟会結成頃から、優秀な学生が日本の早稲田大学などへ留学し、既に日本語化され定着した「和製漢語」などの西洋概念に触れ、日本の国語の影響を強く受けた。この新漢語の大量流入は1919年ごろまでに最盛期を迎え、その後も第二次世界大戦終了までは徐々に数量を減じながらも継続していた。
一方、清朝末期になると中国でも標準語制定の動きが高まり、1904年には初等・中等教育において官話学習が義務化された。このころまでは「官話」という言葉は将来制定されるべき「標準語」との意味も含んでいたが、1910年には標準語という意味で「國語」という呼称が用いられるようになり、以後官話は北京を中心とした方言を、國語は標準語を指すようになった。台湾ではその名が今でも受け継がれている。1911年には清国政府によって標準語としての國語統一を目指す法案が決定された。
同年起こった辛亥革命によってこの動きは一時中断したものの、新たに成立した中華民国政府は中国語の統一を重視し、國語統一の動きは引き続き進められた。中華民国における「國語」制定においてはまず発音の統一が重視されたが、この発音については北京方言を用いるか、各地の方言を折衷した新しい発音を用いるかの論争が起こり、最終的に1924年に北京方言を主に用いることと定められた。
1917年には、陳独秀の発行する雑誌『新青年』誌上において、胡適を中心として書き言葉を「文語体」（文言文） から「口語体」へ変えようとする動き（白話運動）が広がり、文学革命が起こった。魯迅の『阿Q正伝』などがこの運動の中で生み出された。1919年（民国8年）、北京大学教授の銭玄同は、雑誌に寄稿して文字改革を訴えて漢字の廃止を主張し、新文化運動の中心人物となった。
第二次世界大戦後、1949年に中国大陸に成立した中国共産党による中華人民共和国においても、標準語の制定と言語統一は引き続き追求された。ただし発音的には「國語」がすでに確立され、中華民国統治期にすでに全国に普及していたため、基本的にこれを踏襲する姿勢を取った。ただし「國語」は日本語からの借用語であったため、「普通話」と名を改めることとした。これに対し、台湾へと逃れた中華民国政府は引き続き「國語」という用語を使用し続けた。
清朝末期から中華民国期にかけて、語法面で英語の影響を受けて出現した新たな中国語の言い回しも数多くあり、これは「欧化語法現象」と呼ばれている。
中華人民共和国政府は発音の面では中華民国政府の政策を踏襲したが、文字の面では大規模な改革に踏み切り、正書法として従来の漢字を簡略化した簡体字が1956年に採用された。また、言語の統制機関として1954年に中国文字改革委員会が設置され、1985年には国家語言文字工作委員会と改称された。

## 標準語
中国では文章語は古代より統一されていたが、口語は各地方ごとに異なり、同じく漢字の発音も各方言ごとに異なっていた。この状況の解消を目指し、20世紀初頭から中盤にかけて北方語の発音・語彙と近代口語小説の文法を基に「普通話」（pǔtōnghuà）が作られた。日本では「標準語」に当てはまる。人民の意思疎通を容易にするため、中国では中央政府の標準語政策により積極的に普通話の使用が推進され、教育や放送で取り入れられ、標準語・共通語とされている。一般的に、全人口の8割程度が普通話を理解するといわれ、方言話者の若い世代は普通話とのバイリンガルとなっていることが多い。2017年には、中国国民のおよそ80%が普通話を使用することができ、2000年の53%から大幅に増加したことが報じられた。
台湾においても、日本の敗戦後に施政権を握った中華民国政府が「国語（繁体字台湾語: 國語）」（guóyǔ）（「普通話」とほぼ同一で相互理解は可能だが音声と語彙に差異がある）による義務教育を行っている。
シンガポールやマレーシアなどの東南アジアの地域では、普通話や中華民国国語に似ている標準中国語が一般的に「華語」（huáyǔ）と呼ぶ。

## 方言
2012年における中国で話される言語別の人口割合（下位にさらに細かい方言がある）

中国語方言の分布

中国には多くの方言がある。例えば、北京語（北方語の一つ）と広州語（広東語・粤語の一つ）と上海語（東部に分布する呉語の一つ）では発音、語彙ともに大きく異なるだけでなく、文法にも違いがあり、普通話しか話せない者は、広東語などの方言を聞いてもほとんど理解できないため、別の言語とする見方もある。しかし、文章語は共通しており書かれた文の読解は容易であるため、中国ではテレビで放送されるドラマや映画、アニメなどに字幕を付けることが多い。また各地方語はあくまでも中国語群には属していて対応関係が明確であるため、普通話を標準語として上位に置き、各地方語は方言と呼ばれることが一般的である。
方言区分は議論のあるところであり、いくつに分けるか学者によって異なっている。2分類では、湖南省以東では長江が南北の等語線とほぼ等しく（南通、鎮江などは例外）、これより北と西の内陸部が「北方語」（および晋語）、これより南が南方諸方言地域に分類することができる (Encyclopædia Britannica, Inc., 2004)。
諸方言は中国祖語をもとに、タイ諸語などの南方諸語やモンゴル語、満洲語など北のアルタイ諸語の発音、語彙、文法など特徴を取り込みながら分化したと考えられている。特徴として、声調を持ち、孤立語で、単音節言語であることが挙げられる (Columbia University Press, 2004) が、現代北方語（普通話を含む）は元代以降、かなりの程度アルタイ化したため必ずしも孤立語的、単音節的ではない。

### 七大方言
1. 北方語（官話方言）
  1. 華北東北方言（北京官話  、東北官話、冀魯官話、膠遼官話）- 北京・天津・黒竜江省・吉林省・遼寧省・河北省・河南省・山東省と内蒙古の一部。
  2. 西北方言（中原官話、蘭銀官話） - 陝西省・甘粛省・山西省の全域と青海省・寧夏・内蒙古の一部、及び中央アジアのドンガン人居住区。
  3. 西南方言（西南官話） - 四川省・雲南省・貴州省、湖北省の大部分、広西省西北部、湖南省西北部。
  4. 江淮方言（江淮官話、南京官話） - 安徽省・江蘇省の長江以北の地域（ただし、徐州・蚌埠は除く）、江蘇省の鎮江以西から江西省九江以東にいたるまでの長江南岸地域。
2. 呉語（上海語、蘇州語など。）
3. 粤語（広東語）
4. 贛語（南昌語など。客家語と近い。）
5. 湘語（長沙語など）
6. 閩語
  1. 閩北語
  2. 閩東語
  3. 閩南語（台湾語）
  4. 閩中語
  5. 莆仙語
7. 客家語

### 十大方言
以下の方言は独立した大方言区とすべきとの議論がある。オーストラリア人文アカデミーと中国社会科学院がまとめた『中国言語地図集』はこの立場で編纂されている。
1. 晋語 - 七大方言では北方語に属する。
2. 徽語 - 七大方言では呉語に属する。
3. 平話（広西平話） - 七大方言では粤語に属する。

Ethnologue は、漢語を14に分類している (SIL International, 2004)。キルギスのドンガン語は、キリル文字を用いて表記し、ロシア語やキルギス語などからの借用語が多く、使用国も異なるため、独立言語とし、平話を除いた九方言にドンガン語を加えたものである。この場合、閩語は閩北語・閩東語・閩南語・閩中語・莆仙語の五つの言語に分けられる。
その他、分類が定まっていない小方言群がある。

## 音韻

### 中国語の音節構造
中国語の音節は「Ｃ（子音）＋Ｍ（半母音）＋Ｖ（母音）＋Ｃ/Ｖ」という形をとる。このうち、先頭の子音を「声母」と呼び、その後ろの部分を「韻母」と呼ぶ。そして、音節全体に「声調」と呼ばれる音高や音高の昇降が存在する。そして、韻母はさらに三分割され、Ｍ（半母音）を「介音（韻頭）」、Ｖ（母音）を「主母音（韻腹）」、一番後ろの「Ｃ/Ｖ」を「韻尾」と呼ぶ。具体的にいくつかの漢字を例に、その発音をこの方法で分析すると次のようになる。（表内の太字はピンイン、[x]はIPAである。）
| 例字 | 声母   | 韻母   | 韻母      | 韻母  | 声調           |
| 例字 | 声母   | 介音   | 主母音    | 韻尾  | 声調           |
| ---- | ------ | ------ | --------- | ----- | -------------- |
| 年   | n [n]  | i [i]  | a [ɛ]     | n [n] | ２声（陽平声） |
| 贵   | g [k]  | u [u]  | （e） [ə] | i [i] | ４声（去声）   |
| 家   | j [tɕ] | i [i]  | a [a]     |       | １声（陰平声） |
| 好   | h [x]  |        | a [a]     | o [u] | ３声（上声）   |
| 妈   | m [m]  |        | a [a]     |       | １声（陰平声） |
| 买   | m [m]  |        | a [a]     | i [i] | ３声（上声）   |
| 元   |        | yu [ɥ] | a [ɛ]     | n [n] | ２声（陽平声） |
| 爱   |        |        | a [a]     | i [i] | ４声（去声）   |
| 我   |        | w [w]  | o [o]     |       | ３声（上声）   |
| 阿   |        |        | a [a]     |       | １声（陰平声） |
| 鱼   |        | yu [y] |           |       | ２声（陽平声） |

#### 現代標準中国語と漢語系の地域変種の比較
- 現代標準中国語の基準となっている北京語は漢語系の地域変種において介音や母音韻尾を豊富に残している。他の地域変種では、北京語ほど介音や三重母音韻母を残していない方言も多い。（例：粤語） [32]

- 北京語には閉鎖音韻尾が存在しないが、南方方言ではこれらが豊富に保存されている。閉鎖音韻尾のことを伝統的に入声韻と呼ぶ。また、粤語などの閉鎖音韻尾をもつ音節は、一般的に他の声調と異なり、詰まって聞こえることから、入声という固有の声調を持つ。 [33]

- 漢語系の地域変種の一部には「ｍ」「ｎ」「ng」が単独で韻母ないし音節を構成することもある。

### 中国語の声母
中国語において、音節の頭子音のことを声母と呼ぶ。現代標準中国語では22個の子音が用いられるが、そのうち、声母になることができるのはngを除いた21個だけである。厳密には、半母音「y-[j]」「w-[w]」「yu-[ɥ]」も音節の頭子音となり得るが、伝統的にこれらは介音と見なされるため、声母には含まれない。
|            |            | 両唇音 | 唇歯音 | 歯茎音  | 歯茎硬口蓋音 | そり舌音 | そり舌音      | 硬口蓋音 | 軟口蓋音 | 声門音       |
| 無声音     | 有声音     | 両唇音 | 唇歯音 | 歯茎音  | 歯茎硬口蓋音 |          |               | 硬口蓋音 | 軟口蓋音 | 声門音       |
| ---------- | ---------- | ------ | ------ | ------- | ------------ | -------- | ------------- | -------- | -------- | ------------ |
| 破裂音     | 無気音     | b [p]  |        | d [t]   |              |          |               |          | g [k]    | (無表記) [ʔ] |
| 破裂音     | 有気音     | p [pʰ] |        | t [tʰ]  |              |          |               |          | k [kʰ]   |              |
| 破擦音     | 無気音     |        |        | z [ts]  | j [tɕ]       | zh [tʂ]  |               |          |          |              |
| 破擦音     | 有気音     |        |        | c [tsʰ] | q [tɕʰ]      | ch [tʂʰ] |               |          |          |              |
| 摩擦音     | 摩擦音     |        | f [f]  | s [s]   | x [ɕ]        | sh [ʂ]   | r [ʐ(～ɻ)]    |          | h [x]    |              |
| 鼻音       | 鼻音       | m [m]  |        | n [n]   |              |          |               |          |          |              |
| 接近音     | 接近音     |        |        |         |              |          | （r） （[ɻ]） |          |          |              |
| 側面接近音 | 側面接近音 |        |        | l [l]   |              |          |               |          |          |              |

#### 現代標準中国語と漢語系地域変種の比較
- 現代標準中国語は、有気音声母と無気音声母の対立が主要な対立軸となっている。 [34]
- 現代標準中国語を含めて現代中国語の大半の地域変種において、有声阻害音は声調の変化などをともないながら無声無気声母もしくは無声有気声母に分化しており、音韻体系上は有声阻害音を持たない。ただし、特定の条件下で無気声母が有声音として調音されることがある。その一方で、南方の地域変種には、有声阻害音声母をもつものがある。 [35]

- そり舌音声母が存在するのも現代標準中国語や北京語、北方の地域変種の大きな特徴である。南方の地域変種にはそり舌音をもたないものも多い。 [36]

- 現代標準中国語ではnとlを区別するのも特徴的である。南方ではこれらを区別しないことも多く、官話区でも西南地区などでは区別されない。 [36]

### 中国語の韻母
中国語音節において、頭子音を除いた部分を韻母と呼ぶ。韻母は介音・主母音・韻尾の三つの要素からなる。現代標準中国語では、介音には/i-/、/u-/、/y-/の３種があり、韻尻には、/-i/、/-u/、/-n/、/-ŋ/、の４種がある。しかし、主母音は音韻論的に整理すると、/-a-/、/-ə-/の２種類しかなく、介音と韻母を条件として、音声的実現のしかたが変わってくる。 
| 主母音 | 介音 | 韻尾      | 韻尾      | 韻尾      | 韻尾       | 韻尾                |
| 主母音 | 介音 | /-∅/      | /-i/      | /-u/      | /-n/       | /-ŋ/                |
| ------ | ---- | --------- | --------- | --------- | ---------- | ------------------- |
| /-a-/  | /i-/ | ya [ia]   |           | yao [iau] | yan [iɛn]  | yang [iaŋ]          |
| /-a-/  | /u-/ | wa [ua]   | wai [uai] |           | wan [uan]  | wang [uaŋ]          |
| /-a-/  | /y-/ |           |           |           | yuan [yan] |                     |
| /-a-/  | /∅-/ | a [a]     | ai [ai]   | ao [au]   | an [an]    | ang [aŋ]            |
| /-ə-/  | /i-/ | ye [ie]   |           | you [iou] | yin [in]   | ying [iŋ]           |
| /-ə-/  | /u-/ | wo/o [uo] | wei [uei] |           | wen [uən]  | weng/ong [uəŋ]/[uŋ] |
| /-ə-/  | /y-/ | yue [ye]  |           |           | yun [yn]   | yong [iuŋ∼yŋ]       |
| /-ə-/  | /∅-/ | e [ɤ]     | ei [ei]   | ou [ou]   | en [ən]    | eng [əŋ]            |
| /-∅-/  | /i-/ | yi [i]    |           |           |            |                     |
| /-∅-/  | /u-/ | wu [u]    |           |           |            |                     |
| /-∅-/  | /y-/ | yu [y]    |           |           |            |                     |
| /-∅-/  | /∅-/ | （i）     |           |           |            |                     |

#### 現代標準中国語と漢語系地域変種の比較
- 現代標準中国語には上昇二重母音・下降二重母音・三重母音があり、韻母全体の３分の１を占める13個ある。しかし、漢語系の地域変種においては、二重母音や三重母音を持たない方言もある。 [32]

- 現代標準中国語には鼻音韻尾が２系列存在する。漢語系の地域変種ではこのうち１つしか持たないものや、韻尾が消滅して鼻母音化したもの（鼻化韻）もある。また、地域によっては鼻音韻尾/-m/をもつ地域変種もある。 [37]

- 現代標準中国語には撮口呼（yu-[ɥ]）がある。地域変種によっては、撮口呼をもたないものもある。 [38]

### 声調
中国語は声調言語である。音節の音の高低の違いが子音や母音と同じように意味を区別している。これを声調（トーン、tone）という。例えば、「普通話」には {ma} という形態素は軽声も含めて19個もある（松岡、2001）。しかし陰平声、陽平声、上声、去声の四つの声調 があり、これを「四声」という。ただし現代標準中国語においては、軽声があるので、実際には5種の異なる形態素に分けられる。
例
- 陰平声（第一声） - 媽（mā; お母さん）- 高く平ら。
- 陽平声（第二声） - 麻（má; 麻）- 上がり調子。
- 上声（第三声） - 馬（mǎ; 馬）- 低く抑える。
- 去声（第四声） - 罵（mà; 罵る）- 急激に下がる。
- 軽声 - 嗎（ma; 疑問の語気助詞）- 抑揚はなく、高さは前の声調により変わる。

なお、中古中国語の声調についても「四声」と呼ぶことがあるが、現代標準中国語の四声とは内訳が異なっており、注意が必要である。

## 表記
中国語の共通文字体系である漢字の歴史は古い。漢字は中国独自の文字で、ラテン文字などのアルファベットと異なり、音節文字であり表意文字である。漢字は大量かつ複雑な容姿をした部品を用い、かつ不規則な読み方をし、異体字や類義の字も多いため、習得に長期間を要し、経済的にも効率が悪いといった趣旨の否定的な評価から、文字の簡略化やラテン文字への移行を求める動きが民国期以降盛んとなり、簡体字や拼音表記の開発へとつながっていった。実際に朝鮮民主主義人民共和国やベトナムでは漢字を廃止した。
上記の動きに伴い、中国大陸の中華人民共和国では1956年に、字画が少なく読みや構成にも統一性を高めた簡体字が正式採用された。簡体字は、中国全土で使用されることが中央政府によって義務化され、シンガポールも中国語（華語）の表記に採用した。これに対して、中華民国（台湾）、香港、マカオでは、基本的に簡体字以前の字体を維持した繁体字（正体字）が使われている。
中国語には簡体字と繁体字があり、これら2つは同じ漢字でも表記が異なる。繁体字・簡体字は、それぞれの文化圏での政治的・技術史的な経緯から、コンピュータ処理においては全く互換性のない別の文字コード・文字セット体系（簡体字圏＝GB 2312、繁体字圏＝Big5）が使用されてきた。簡体字には複数の繁体字を1字にまとめて整理した形をとったものがある（多対一）ことから、逆に簡体字から繁体字に変換する場合（一対多の使い分けが必要）、「头发（頭髪）」を「頭發」、「干杯（乾杯）」を「幹杯」とする類の誤変換が中国大陸のウェブサイトの繁体字版ページなどによく見られる。
中国語のローマ字表記には19世紀以来Wade-Giles方式が伝統的に使われてきて、今でも台湾の道路標識、英字新聞に出る個人名称などに使われている。次いで中華民国期の1913年には注音符号と呼ばれる発音記号が開発され、広く普及した。中華民国政府が統治する台湾では、今でも注音符号を用いて漢字の読みを示すのが一般的である。中華人民共和国は1956年に漢語拼音方案という新しいローマ字表記法を制定した。この拼音は、1977年に国連の第3回地名標準化会議で中国の地名のローマ字表記法として、1982年にはISOで中国語のローマ字表記法として採用された。また、拼音は、外国人（特に欧米人）による中国語学習や小学生の漢字学習の助けにもなっている。2009年には台湾でも漢語拼音も採用している。

## 文法
語形変化（活用）が生じず、語順が意味を解釈する際の重要な決め手となる孤立語である。孤立的な特徴をもつ言語としては他にベトナム語などがある。基本語順はSVO型である。しかし、現代北方語や文語では「把」や「將」、「以」による目的格表示などがあり、SOV型の文を作ることができる。加えて、前置詞（介詞）の種類が増加しており、文法的な性質が膠着語に近づいている。
例
- 標準語の文法：我去图书馆看书。/ 我去圖書館看書。Wǒ qù túshūguǎn kàn shū.  （図書館へ行って本を読む。）

現代語では、日本語のように動詞の前後や文末に助詞・助動詞が来る。例えば了は動詞の直後につくとアスペクト（完了）を表し、文末につくとモダリティを表す。
動詞「下」（xià; （雨などが）降る）
- 下了雨，往屋里放衣服吧。（雨が降ってきたら、家の中に服を取り込もう。）
- 下雨了，我们回家吧。（雨が降ってきた、家へ帰ろう。）

中国語には時制を表す文法カテゴリーが存在しない。一方でアスペクトは存在し、動詞に「了」（完了）「过/過」（経験）「着/著」（進行）をつけることによって表される。

例
- 他是初中生。（彼は中学生です。）
- 他去年是初中生。（彼は去年、中学生だった。）
- 昨天我去了电影院。/ 昨天我去了電影院。（昨日、映画館へ行った。）

また、  格による語形変化がないのが孤立語の特徴である。したがって、中国語でも名詞や形容詞に格の変化は生じない。格は語順によって示される。
例
1人称単数の人称代名詞「我」 (wŏ) 
- 我去过中国。/ 我去過中國。（主格；私は中国に行ったことがある。）
  - 上海語：我到中国去过个。/ 我到中國去過個。ngo to Tsoncué chicoughé.
- 我妈妈让我学习。/ 我媽媽讓我學習。（目的格；母は私に勉強させる。）
  - 上海語：我个妈妈让我学习。/ 我個媽媽讓我學習。ngoghé mama gnian ngo ghózí.
  - 英語が同じ語順: My mom made me study.

## 語彙
中国語には格変化がなく、また西洋の言語に見られるような性・数の区別を持たない。また、中国語は基本的に単音節言語であるが、現代語は複音節の語彙が増えている。中国語の表記に使う漢字は一音節に一文字が用いられる。
例
- 家（jiā; 家）
- 走（zǒu; 歩く）
- 大（dà; 大きい）

連綿語や借用語といった、単音節では意味を持たない語がある。
例
- 彷徨（pánghuáng; さまよう、ためらう）
- 玻璃（bōli; ガラス）

中国語の多くの語は単音節であるため、たとえ声調で区別をしても、必然的に全く同音の多義語や同音異義語が多くなる。このため、特に北方語において、「目」→「眼睛」、「耳」→「耳朵」、「鼻」→「鼻子」などのように複音節化して意味を明確にしている（橋本、1981）。
また、同じような意味の単音節の形態素を並べて、2音節の単語（日本語で言う熟語）を形成することがある。例えば、動詞「学/學」（学ぶ）は拼音で (xué) と表記されるが、この同音異義語は5通り（学、穴、噱、踅、泶）以上あり、「学ぶ」という意味をはっきりさせるために2音節の語にして「学习/學習」 (xuéxí) とすることもできる。中国語では単音節の形態素を二つ以上並べて２音節の語を構成する方法として次のようなものが挙げられる。
| 形式         | 説明 | 例                                   |
| ------------ | --- | ------------------------------------ |
| 等位型（１） | ２つの形態素の意味が互いに同じか近いもの。                                                                                         | 道路、衣服、学习/學習、孤独/孤獨     |
| 等位型（２） | ２つの形態素の意味が相反するもの。                                                                                                 | 开关/開關、天地、轻重/輕重           |
| 等位型（３） | ２つの形態素の意味が互いに関係のあるもの。                                                                                         | 手足、江山、口舌                     |
| 修飾・限定型 | 意味上、前の形態素が後ろの形態素を修飾・限定しているもの。                                                                         | 黑板、象牙、高级/高級                |
| 主述型       | 意味上、前の形態素が主語であり、後ろの形態素が述語であるもの。                                                                     | 年轻/年輕、地震、国营/國營           |
| 動目型       | 意味上、前の形態素がある述語であり、後ろの形態素がその目的語であるもの。                                                           | 关心/關心、卫生/衛生、刺眼           |
| 補足型       | 意味上、前の形態素が述語動詞であり、後ろの形態素がその動作・行為の結果や方向を表すもの。                                           | 改善、接近、超出                     |
| 重ね型       | 同一の形態素を重ねたもの。 | 姐姐、爸爸、娃娃                     |
| 付加型       | 語幹となる形態素に、接辞を付加したもの。 1. 語幹に接頭辞を付加したもの 2. 語幹に接尾辞を付加したもの 3. 語幹に接中辞を付加したもの | 1. 老虎 2. 桌子 3. 糊里糊涂/糊裡糊塗 |